# Laxus longus
Laxus longus is een rondwormensoort uit de familie van de Desmodoridae.